# Иосса, Александр Александрович
Алекса́ндр Алекса́ндрович Иосса (1841, Арти — 7 [20] сентября 1907, Сочи, Черноморская губерния) — российский горный инженер и металлург, помощник главного командира Уральских горных заводов в 1891—1895 годах. Известен как организатор первых в отечественной металлургии опытов по освоению бессемеровского и мартеновского способов производства стали на Воткинском заводе. Сын А. А. Иоссы.

## Биография
Родился в 1841 году в посёлке Артинского завода Красноуфимского уезда Пермской губернии в семье А. А. Иоссы.
В 1862 году окончил Санкт-Петербургский горный институт, в этом же году поступил на службу смотрителем стального и якорного производства на Воткинском заводе.
В 1864—1865 годах был в командировке за границей, изучал работу металлургических заводов и технологические процессы. После возвращения в Воткинск руководил первыми в отечественной металлургии опытами по производству стали бессемеровским способом. В 1868 году Иосса направил директору Горного департамента В. К. Рашету докладную записку, обосновывая в ней необходимость проведения дополнительных опытов по выплавке стали мартеновским способом. Из-за задержки финансирования эти опыты начались на Воткинском заводе уже после отъезда Иоссы в Пермь. С 1869 году он начал работать на Пермском сталепушечном заводе, пройдя путь от смотрителя до управителя молотового, кузнечного и пудлингового цехов. С 1874 года служил помощником горного начальника Пермских пушечных заводов.
В 1876 году вновь был в заграничной командировке с целью изучения новых технологий выплавки стали.
В 1878 году был назначен управляющим Уральской химической лабораторией. В 1885 году был в командировке в Германии, где изучал работу окружных лабораторий и аффинажных цехов. В 1887 году получил чин действительного статского советника. В 1891—1895 годах служил помощником главного командира Уральских горных заводов.
А. А. Иосса является автором и соавтором ряда статей, посвящённых технологии выплавки стали и опубликованных в Горном журнале.
Скончался 7 (20) сентября 1907 года в Сочи.

## Награды
- Орден Святого Станислава III степени (1867)
- Орден Святого Станислава II степени (1874)
- Орден Святой Анны II степени (1881)
- Орден Святого Владимира IV степени (1893)
- Действительный статский советник (1887)